# Nati il 20 novembre

## X secolo(1)
- 939 - Tai Zong, imperatore cinese († 997)

## XII secolo(1)
- 1170 - Edmondo di Canterbury, religioso, arcivescovo cattolico e santo inglese († 1240)

## XV secolo(2)
- 1453 - Giacomo Cozzarelli, scultore, architetto e pittore italiano († 1515)
- 1470 - Trifone Gabriel, umanista italiano († 1549)

## XVI secolo(3)
- 1552 - Gilbert Talbot, VII conte di Shrewsbury, nobile inglese († 1616)
- 1563 - Sofia di Württemberg, nobildonna tedesca († 1590)
- 1575 - Giovanni Battista Lancellotti, vescovo cattolico italiano († 1656)

## XVII secolo(10)
- 1602 - Otto von Guericke, politico, giurista e fisico tedesco († 1686)
- 1603 - Fāsiladas, imperatore etiope († 1667)
- 1621 - Avvakum, religioso e scrittore russo († 1682)
- 1625 - Tønne Huitfeldt, militare norvegese († 1677)
- 1627 - Carlotta d'Assia-Kassel, tedesca († 1686)
- 1629 - Ernesto Augusto di Brunswick-Lüneburg, vescovo luterano tedesco († 1698)
- 1647 - Jan van Huchtenburgh, pittore, incisore e disegnatore olandese († 1733)
- 1652 - Romanus Weichlein, compositore e violinista austriaco († 1706)
- 1658 - Antonio Teodoro Gaetano Gallio Trivulzio, nobile italiano († 1705)
- 1660 - Daniel Ernst Jablonski, teologo tedesco († 1741)

## XVIII secolo(40)
- 1711 - Ignazio Cirri, compositore, organista e presbitero italiano († 1787)
- 1715 - Pierre Charles Le Monnier, astronomo e geofisico francese († 1799)
- 1722 - Benedetto Andrea Doria, vescovo cattolico italiano († 1794)
- 1724 - Noël Le Mire, disegnatore e incisore francese († 1801)
- 1726 - Oliver Wolcott, politico e militare statunitense († 1797)
- 1727 - Gaetano Maria Garrasi, religioso e arcivescovo cattolico italiano († 1817)
- 1727 - Maria Giuseppina di Harrach-Rohrau, principessa tedesca († 1788)
- 1727 - Louis Marie Florent du Châtelet, generale, politico e diplomatico francese († 1793)
- 1733 - Félix Berenguer de Marquina, militare spagnolo († 1826)
- 1733 - Philip Schuyler, generale e politico statunitense († 1804)
- 1739 - Jean-François de La Harpe, scrittore, critico letterario e poeta francese († 1803)
- 1744 - Ferdinando Maria Saluzzo, cardinale e arcivescovo cattolico italiano († 1816)
- 1748 - Jean-François de Bourgoing, diplomatico, traduttore e scrittore francese († 1811)
- 1750 - Fateḥ ʿAlī Tīpū, sultano indiano († 1799)
- 1752 - Thomas Chatterton, poeta inglese († 1770)
- 1752 - Francesco Manno, pittore e architetto italiano († 1831)
- 1752 - Cristiano del Palatinato-Zweibrücken, nobile e generale tedesco († 1817)
- 1753 - Louis Alexandre Berthier, generale francese († 1815)
- 1755 - Stanisław Kostka Potocki, scrittore, archeologo e pubblicista polacco († 1821)
- 1755 - Disma Ugolini, compositore italiano († 1828)
- 1757 - Jean-Thomas Thibault, architetto e pittore francese († 1826)
- 1758 - Grimod de la Reynière, gastronomo francese († 1837)
- 1761 - Felice Borroni, imprenditore e filantropo italiano († 1840)
- 1761 - Papa Pio VIII, papa, vescovo cattolico e cardinale italiano († 1830)
- 1762 - Pierre André Latreille, entomologo e aracnologo francese († 1833)
- 1765 - Thomas Fremantle, ammiraglio e politico inglese († 1819)
- 1767 - Stefano Manca di Tiesi, nobile e generale italiano († 1838)
- 1769 - Annibale Giordano, matematico e rivoluzionario italiano († 1835)
- 1770 - Domenico Lentini, presbitero italiano († 1828)
- 1770 - Gabriele Pedrinelli, militare e inventore italiano († 1838)
- 1776 - Ignaz Schuppanzigh, violinista, violista e direttore d'orchestra austriaco († 1830)
- 1781 - Bartolomeo Pinelli, incisore, pittore e ceramista italiano († 1835)
- 1784 - Cristoforo Ferretti, politico e militare italiano († 1869)
- 1784 - Marianne von Willemer, attrice e poetessa austriaca († 1860)
- 1787 - Johann Nikolaus von Dreyse, inventore e ingegnere tedesco († 1867)
- 1788 - Félix Varela, filosofo cubano († 1853)
- 1791 - Ferrante Aporti, presbitero, pedagogista e politico italiano († 1858)
- 1794 - Eduard Rüppell, naturalista, zoologo e esploratore tedesco († 1884)
- 1798 - Cornelis Backer, politico olandese († 1864)
- 1800 - Franz Unger, botanico e paleontologo austriaco († 1870)

## XIX secolo(161)
- 1801 - Mungo Ponton, chimico scozzese († 1880)
- 1802 - Giovanni Maria Finazzi, storico e presbitero italiano († 1877)
- 1807 - Matteo Camera, storico, antiquario e numismatico italiano († 1891)
- 1808 - Jacques Alexandre Bixio, pubblicista e politico italiano († 1865)
- 1808 - Albert Kazimirski de Biberstein, orientalista francese († 1887)
- 1811 - Giovanni Froscianti, patriota italiano († 1885)
- 1811 - Amédée Greyfié de Bellecombe, politico francese († 1879)
- 1812 - Emilia Chopin, polacca († 1827)
- 1812 - James Wyld, cartografo e politico britannico († 1887)
- 1815 - Alfred Dalton, generale francese († 1866)
- 1815 - Franz von John, generale e politico austriaco († 1876)
- 1817 - Benjamin Champney, pittore e litografo statunitense († 1907)
- 1817 - Antonio Dozzi, politico italiano († 1885)
- 1820 - Vincenzo Lombardi, patriota italiano († 1906)
- 1822 - Giulio Andrea Pirona, botanico, geologo e zoologo italiano († 1895)
- 1825 - Enrico Cenni, giurista, storico e letterato italiano († 1903)
- 1826 - Alessandro Ademollo, scrittore italiano († 1891)
- 1827 - Giacomo Bonafede Oddo, scrittore e giornalista italiano († 1906)
- 1827 - Achille Manara, cardinale e arcivescovo cattolico italiano († 1906)
- 1827 - Nikanor, monaco cristiano, teologo e filosofo russo († 1890)
- 1832 - José María Cázares y Martínez, arcivescovo cattolico messicano († 1909)
- 1834 - Maria di Baden, nobile († 1899)
- 1834 - Elizaveta Ėsperovna Belosel'skaja-Belozerskaja, nobildonna russa († 1907)
- 1835 - Prosper Giquel, militare francese († 1886)
- 1840 - Augustin Avrial, politico francese († 1904)
- 1840 - Carlo Cantoni, storico della filosofia e politico italiano († 1906)
- 1841 - Victor D'Hondt, matematico e giurista belga († 1901)
- 1841 - Wilfrid Laurier, politico canadese († 1919)
- 1841 - François Denys Légitime, generale e politico haitiano († 1935)
- 1842 - Cesare Parenzo, avvocato e politico italiano († 1898)
- 1843 - Shinagawa Yajirō, politico giapponese († 1900)
- 1844 - Gian Pietro Porro, esploratore italiano († 1886)
- 1846 - José Tolosa y Carreras, scacchista e compositore di scacchi spagnolo († 1916)
- 1848 - Giovanni Maria Boccardo, presbitero italiano († 1913)
- 1850 - Valeriano Malfatti, politico italiano († 1931)
- 1851 - Margherita di Savoia, regina († 1926)
- 1852 - Giovanni Nepomuceno d'Asburgo-Lorena, nobile († 1890)
- 1853 - Oskar Potiorek, generale austro-ungarico († 1933)
- 1854 - Camillo De Riso, attore e regista italiano († 1924)
- 1855 - Josiah Royce, filosofo statunitense († 1916)
- 1857 - Alessandro Chiappelli, storico, filosofo e politico italiano († 1931)
- 1857 - Helena Westermarck, pittrice e scrittrice finlandese († 1938)
- 1858 - Selma Lagerlöf, scrittrice svedese († 1940)
- 1858 - Nikolaj Nikolaevič Martos, generale russo († 1933)
- 1860 - José Figueroa Alcorta, politico argentino († 1931)
- 1861 - Caroline Hampton, infermiera statunitense († 1922)
- 1861 - Camillo Laurenti, cardinale italiano († 1938)
- 1861 - Guido Rey, alpinista, scrittore e fotografo italiano († 1935)
- 1862 - Walter Congreve, generale britannico († 1927)
- 1862 - Georges Palante, sociologo, filosofo e insegnante francese († 1925)
- 1862 - Edvard Westermarck, antropologo e filosofo finlandese († 1939)
- 1863 - Ottavio Lanza Branciforte, nobile, militare e politico italiano († 1938)
- 1863 - Isaia Levi, politico e imprenditore italiano († 1949)
- 1864 - Pietro Castellino, medico e politico italiano († 1933)
- 1864 - Percy Zachariah Cox, generale e funzionario britannico († 1937)
- 1865 - Giovanni Cattaneo, militare e politico italiano († 1944)
- 1865 - Berthe Weill, mercante d'arte francese († 1951)
- 1866 - Henry Hammond, calciatore inglese († 1910)
- 1866 - Kenesaw Mountain Landis, giudice e dirigente sportivo statunitense († 1944)
- 1866 - Eugenio Martínez, generale messicano († 1932)
- 1867 - Gustav Giemsa, chimico e batteriologo tedesco († 1948)
- 1867 - Henri Guinier, pittore francese († 1927)
- 1867 - Patrick Joseph Hayes, cardinale e arcivescovo cattolico statunitense († 1938)
- 1867 - Pietro Milone, poeta italiano († 1933)
- 1868 - August Euler, aviatore tedesco († 1957)
- 1869 - Antonino Anile, anatomista, letterato e politico italiano († 1943)
- 1869 - Zinaida Nikolaevna Gippius, poetessa, scrittrice e saggista russa († 1945)
- 1869 - Clark Griffith, giocatore di baseball e allenatore di baseball statunitense († 1955)
- 1869 - Giosafata Hordaševska, religiosa ucraina († 1919)
- 1870 - Jean Boucher, scultore francese († 1939)
- 1871 - William Heard Kilpatrick, pedagogista statunitense († 1965)
- 1871 - August Weberbauer, botanico e naturalista tedesco († 1948)
- 1872 - Pietro Ago, militare e politico italiano († 1966)
- 1873 - Ramón S. Castillo, politico argentino († 1944)
- 1873 - Georges Caussade, pedagogo e compositore francese († 1936)
- 1873 - Daniel Gregory Mason, compositore e critico musicale statunitense († 1953)
- 1874 - Carlo Iberti, scrittore italiano († 1946)
- 1874 - Achille Martelli, militare italiano († 1962)
- 1874 - Evgenij Tarle, storico russo († 1955)
- 1875 - Friedrich-Werner Graf von der Schulenburg, diplomatico tedesco († 1944)
- 1876 - Rudolf Koch, tipografo, insegnante e calligrafo tedesco († 1934)
- 1876 - Francesco La Grassa, architetto e ingegnere italiano († 1952)
- 1877 - Herbert Pitman, marinaio britannico († 1961)
- 1877 - Fares al-Khoury, politico siriano († 1962)
- 1878 - Umberto Somma, militare e politico italiano († 1955)
- 1879 - François Charles-Roux, diplomatico francese († 1961)
- 1879 - Mario Maratelli, agronomo italiano († 1955)
- 1879 - Franz Pfemfert, editore, giornalista e politico tedesco († 1954)
- 1880 - Ubaldo Formentini, storico, archeologo e politico italiano († 1958)
- 1880 - Arthur Weigall, egittologo, giornalista e scrittore inglese († 1934)
- 1880 - Fred R. Zimmerman, politico statunitense († 1954)
- 1881 - Flavio Bonanni, pittore italiano († 1966)
- 1881 - Pietro Arnaldo Terzi, politico e militare italiano († 1944)
- 1881 - Irak'li Ts'ereteli, politico georgiano († 1959)
- 1882 - Giuseppe Barattolo, produttore cinematografico italiano († 1949)
- 1882 - Grete Diercks, attrice tedesca († 1957)
- 1882 - Ernestas Galvanauskas, politico lituano († 1967)
- 1882 - Silvio Scionti, pianista italiano († 1973)
- 1882 - Izz al-Din al-Qassam, generale, politico e patriota palestinese († 1935)
- 1883 - Edwin August, attore, regista e sceneggiatore statunitense († 1964)
- 1883 - Umberto Cipollone, avvocato e politico italiano († 1961)
- 1883 - Tony Gaudio, direttore della fotografia e regista cinematografico italiano († 1951)
- 1884 - Fabio Filzi, patriota italiano († 1916)
- 1885 - George Holley, calciatore inglese († 1942)
- 1885 - John J. Parker, giurista e politico statunitense († 1958)
- 1885 - Guglielmo Sinaz, attore italiano († 1947)
- 1885 - Guillaume de Tarde, scrittore e economista francese († 1989)
- 1885 - Hermilio Valdizán, psichiatra peruviano († 1929)
- 1886 - Karl von Frisch, biologo austriaco († 1982)
- 1886 - Robert Hunter, golfista statunitense († 1971)
- 1886 - Urbano Benigno Prunotto, agricoltore e politico italiano († 1948)
- 1886 - Alexandre Stavisky, banchiere e criminale francese († 1934)
- 1887 - Annibale Ninchi, attore e drammaturgo italiano († 1967)
- 1887 - Flora Perini, mezzosoprano italiano († 1975)
- 1887 - Horst Stumpff, generale tedesco († 1958)
- 1888 - Dennis Fenton, tiratore a segno statunitense († 1954)
- 1888 - Eva Zona, critica letteraria e traduttrice italiana († 1973)
- 1889 - Mario Chiaudano, storico italiano († 1973)
- 1889 - Bruno Giacconi, militare, tiratore a volo e politico italiano († 1957)
- 1889 - Edwin Hubble, astronomo e astrofisico statunitense († 1953)
- 1890 - Robert Armstrong, attore statunitense († 1973)
- 1890 - Gino Colorio, ingegnere italiano († 1965)
- 1890 - Alfredo Comazzi, arbitro di calcio e dirigente sportivo italiano
- 1890 - Inger Klingt, schermitrice danese († 1967)
- 1890 - Toivo Särkkä, produttore cinematografico e regista finlandese († 1975)
- 1890 - Lauri Tanner, ginnasta e calciatore finlandese († 1950)
- 1891 - Einar Berntsen, velista e pattinatore di velocità su ghiaccio norvegese († 1965)
- 1891 - Reginald Denny, attore britannico († 1967)
- 1891 - Giuseppe Merlin, sollevatore italiano († 1967)
- 1891 - Wladek Zbyszko, wrestler e strongman polacco († 1968)
- 1893 - André Bloch, matematico francese († 1948)
- 1893 - Giuseppe Mario Boidi, politico italiano († 1982)
- 1893 - Zita Fumagalli Riva, soprano italiano († 1994)
- 1894 - Mario Besesti, attore e doppiatore italiano († 1968)
- 1894 - Camillo Ferro, arbitro di calcio italiano
- 1894 - Rolfe Humphries, latinista, traduttore e insegnante statunitense († 1969)
- 1894 - Carl Mayer, sceneggiatore austriaco († 1944)
- 1894 - Johann Nikuradse, ingegnere e fisico georgiano († 1979)
- 1895 - Augusta Bertha Wagner, scrittrice, educatrice e missionaria statunitense († 1976)
- 1895 - Pierre Cot, politico francese († 1977)
- 1895 - Dong Shouyi, allenatore di pallacanestro cinese († 1978)
- 1895 - Antonio Milani, militare e marinaio italiano († 1982)
- 1895 - Mario Zargani, musicista, violista e violinista italiano († 1951)
- 1896 - Cesare Sabelli, aviatore italiano († 1984)
- 1897 - Maude Bonney, aviatrice australiana († 1994)
- 1897 - William Weber Coblentz, astronomo e fisico statunitense († 1962)
- 1897 - Germaine Krull, fotografa tedesca († 1985)
- 1897 - Joseph Pouliquen, militare e aviatore francese († 1988)
- 1897 - Nicanor Villalta, torero e attore spagnolo († 1980)
- 1898 - Grace Darmond, attrice canadese († 1963)
- 1898 - Luigi Illario, imprenditore italiano († 1981)
- 1898 - Richmond Landon, altista statunitense († 1971)
- 1898 - Antenore Negri, siepista italiano († 1970)
- 1898 - Erich Schröder, calciatore tedesco († 1975)
- 1898 - Alberto Suppici, allenatore di calcio e calciatore uruguaiano († 1981)
- 1899 - Alice Kotowska, religiosa polacca († 1939)
- 1900 - Margaret Bailey Speer, educatrice e missionaria statunitense († 1997)
- 1900 - Giovanni Gaia, calciatore e giornalista italiano († 1956)
- 1900 - Chester Gould, fumettista statunitense († 1985)
- 1900 - Raffaele Manganiello, dirigente sportivo e politico italiano († 1944)
- 1900 - Jean de Suarez d'Aulan, bobbista francese († 1944)

## XX secolo(840)
- 1901 - José Leandro Andrade, calciatore uruguaiano († 1957)
- 1901 - Mario Balistreri, mafioso statunitense († 1979)
- 1901 - Alberto Chiarugi, botanico italiano († 1960)
- 1902 - Erik Eriksen, politico danese († 1972)
- 1902 - Heini Meng, hockeista su ghiaccio svizzero († 1982)
- 1902 - Jean Painlevé, regista francese († 1989)
- 1903 - Anton Bilek, calciatore austriaco († 1991)
- 1903 - Lansdell Christie, imprenditore e filantropo statunitense († 1965)
- 1903 - Aleksandra Dionis'evna Danilova, ballerina e docente russa († 1997)
- 1903 - Leo Menardi, regista e sceneggiatore italiano († 1954)
- 1904 - Benny Binion, imprenditore statunitense († 1989)
- 1904 - Dionisio Calvo, cestista, nuotatore e allenatore di pallacanestro filippino († 1977)
- 1904 - Kuno von Eltz-Rübenach, politico e militare tedesco († 1945)
- 1904 - Arnold Gartmann, bobbista svizzero († 1980)
- 1904 - Aladár Heppes, militare e aviatore ungherese († 1988)
- 1904 - Piero Postini, lottatore italiano († 1978)
- 1904 - Pietro Restivo, politico e medico italiano († 2000)
- 1905 - Giuseppe Olivotti, vescovo cattolico italiano († 1974)
- 1905 - Carl'Alberto Perroux, avvocato e dirigente sportivo italiano († 1977)
- 1906 - Enrico Morovich, scrittore e saggista italiano († 1994)
- 1906 - Vera Tanner, nuotatrice britannica († 1971)
- 1907 - Fran Allison, conduttrice televisiva, cantante e conduttrice radiofonica statunitense († 1989)
- 1907 - Ezio Borgo, calciatore italiano († 1970)
- 1907 - Henri-Georges Clouzot, regista, sceneggiatore e produttore cinematografico francese († 1977)
- 1907 - Angelo Filipuzzi, storico italiano († 2003)
- 1907 - Anna Maria Gueizelor, ballerina e attrice pakistana († 1998)
- 1907 - Aldo Zucchi, militare italiano († 1939)
- 1908 - Gioacchino Gesmundo, partigiano italiano († 1944)
- 1908 - Luigi d'Assia-Darmstadt, principe tedesco († 1968)
- 1908 - Gyula Mikossy, calciatore romeno
- 1908 - Ciro Siciliano, carabiniere italiano († 1944)
- 1908 - Jenő Vincze, calciatore e allenatore di calcio ungherese († 1988)
- 1909 - Vicente Feola, calciatore e allenatore di calcio brasiliano († 1975)
- 1909 - Piero Gherardi, architetto, scenografo e costumista italiano († 1971)
- 1909 - Georg Løkkeberg, attore e regista teatrale norvegese († 1986)
- 1909 - Aldo Moretti, presbitero e partigiano italiano († 2002)
- 1909 - Adolfo Orrù, incisore, pittore e scultore italiano († 1995)
- 1910 - Giulio Cesare Carcano, ingegnere e progettista italiano († 2005)
- 1910 - George Devine, attore e regista teatrale inglese († 1966)
- 1910 - Pauli Murray, attivista e avvocata statunitense († 1985)
- 1910 - Hobart Merritt Van Deusen, naturalista statunitense († 1976)
- 1911 - Piero Filippone, scenografo italiano († 1998)
- 1911 - George M. A. Hanfmann, archeologo statunitense († 1986)
- 1911 - Eduard Kainberger, calciatore austriaco († 1974)
- 1911 - Salvatore Piccolo, politico e avvocato italiano († 1984)
- 1911 - David Seymour, fotografo e giornalista polacco († 1956)
- 1911 - Jean Shiley, altista statunitense († 1998)
- 1911 - Rupert Weinstabl, canoista austriaco († 1953)
- 1911 - Paul Zielinski, allenatore di calcio e calciatore tedesco († 1966)
- 1912 - Lidia Bianchi, storica dell'arte, museologa e funzionaria italiana († 1998)
- 1912 - Gino De Sanctis, scrittore, giornalista e sceneggiatore italiano († 2001)
- 1912 - Enrique García, calciatore argentino († 1969)
- 1912 - Giovanni Battista Guzzetti, presbitero e teologo italiano († 1996)
- 1912 - Leonardo Madoni, militare e aviatore italiano († 1941)
- 1912 - Ottone d'Asburgo-Lorena, nobile austriaco († 2011)
- 1912 - Dezső Zádor, pianista, organista e direttore d'orchestra ungherese († 1985)
- 1913 - Franz Berghammer, pallamanista austriaco († 1944)
- 1913 - Charles Bettelheim, economista e storico francese († 2006)
- 1913 - Herbert Büchs, generale tedesco († 1996)
- 1913 - Judy Canova, attrice statunitense († 1983)
- 1913 - Kōstas Choumīs, calciatore greco († 1981)
- 1913 - Laerte Milani, scultore e regista cinematografico italiano († 1987)
- 1913 - Russell Rouse, sceneggiatore, regista e produttore cinematografico statunitense († 1987)
- 1913 - Libertas Schulze-Boysen, attivista tedesca († 1942)
- 1914 - Francesco Babini, presbitero e partigiano italiano († 1944)
- 1914 - Charles Berlitz, scrittore statunitense († 2003)
- 1914 - Monaldo Calari, partigiano italiano († 1944)
- 1914 - Jean-Pierre Grenier, attore, regista e commediografo francese († 2000)
- 1914 - Carmine Lidonnici, militare italiano († 1941)
- 1914 - Kurt Lundqvist, altista svedese († 1976)
- 1914 - Pasquale Ojetti, giornalista, scrittore e critico cinematografico italiano († 1997)
- 1914 - Emilio Pucci, aviatore, stilista e politico italiano († 1992)
- 1915 - Duke Cumberland, cestista statunitense († 1974)
- 1915 - Bruno Gentili, filologo classico, grecista e bizantinista italiano († 2014)
- 1915 - Dulcie Gray, attrice, cantante e scrittrice britannica († 2011)
- 1915 - Hu Yaobang, politico cinese († 1989)
- 1915 - Kon Ichikawa, regista cinematografico e animatore giapponese († 2008)
- 1915 - Adelmo Tacconi, vescovo cattolico italiano († 2003)
- 1916 - Aldo Beorchia, calciatore italiano († 1995)
- 1916 - Colin French, pallanuotista australiano († 1984)
- 1916 - Albert Hyzler, politico maltese († 1993)
- 1916 - Evelyn Keyes, attrice statunitense († 2008)
- 1916 - Charles E. Osgood, psicologo statunitense († 1991)
- 1917 - Robert Byrd, politico statunitense († 2010)
- 1917 - Mario Canessa, poliziotto, partigiano e funzionario italiano († 2014)
- 1917 - Erich Leo Lehmann, statistico statunitense († 2009)
- 1917 - Bobby Locke, golfista sudafricano († 1987)
- 1917 - Giampietro Puppi, fisico italiano († 2006)
- 1917 - Leonard Jimmie Savage, matematico e statistico statunitense († 1971)
- 1917 - Zhang Ping, attore cinese († 1986)
- 1918 - Steve Barclay, attore statunitense († 1994)
- 1918 - Pierre Blet, presbitero e storico francese († 2009)
- 1918 - Denis Kelleher, calciatore nordirlandese († 2002)
- 1918 - Corita Kent, pittrice, grafica e religiosa statunitense († 1986)
- 1918 - Sven Lindberg, attore e regista svedese († 2006)
- 1918 - Dora Ratjen, altista tedesco († 2008)
- 1919 - Rugger Ardizoia, giocatore di baseball italiano († 2015)
- 1919 - Peter Berghaus, numismatico tedesco († 2012)
- 1919 - Luigi Bongianino, vescovo cattolico italiano († 2003)
- 1919 - Alan Brown, pilota automobilistico britannico († 2004)
- 1919 - Dino Carlesi, poeta, critico d'arte e pedagogista italiano († 2010)
- 1919 - Haika Grossman, politica e partigiana polacca († 1996)
- 1919 - Phyllis Thaxter, attrice statunitense († 2012)
- 1920 - Douglas Dick, attore statunitense († 2015)
- 1920 - Graziella Lupo, chirurga italiana († 2014)
- 1920 - Paik Sun-yup, militare, politico e diplomatico sudcoreano († 2020)
- 1920 - Rita Rosani, partigiana italiana († 1944)
- 1920 - Remo Squillantini, pittore italiano († 1996)
- 1920 - Marco Tulli, attore italiano († 1982)
- 1920 - Anatolij Zubrickij, allenatore di calcio e calciatore sovietico († 2005)
- 1921 - Tonino Delli Colli, direttore della fotografia italiano († 2005)
- 1921 - Dan Frazer, attore statunitense († 2011)
- 1921 - Jim Garrison, avvocato statunitense († 1992)
- 1921 - Francesco Lamberti, allenatore di calcio e calciatore italiano († 2012)
- 1921 - Edith Lechtape, attrice e fotografa tedesca († 2001)
- 1921 - Johnny Sebastian, cestista statunitense († 2003)
- 1921 - Sher Bahadur Thapa, militare nepalese († 1944)
- 1922 - Aldo Battagion, partigiano e rugbista a 15 italiano († 2007)
- 1922 - Valentin Stănescu, allenatore di calcio e calciatore rumeno († 1994)
- 1923 - Enzo Balocchi, politico italiano († 2007)
- 1923 - Américo Boavida, medico e politico angolano († 1968)
- 1923 - Gianni Boninsegna, politico italiano († 1993)
- 1923 - Danny Dayton, attore statunitense († 1999)
- 1923 - Rina Gatti, scrittrice italiana († 2005)
- 1923 - Nadine Gordimer, scrittrice sudafricana († 2014)
- 1923 - Silvio Serra, partigiano italiano († 1945)
- 1923 - Gunnar Åkerlund, canoista svedese († 2006)
- 1924 - Enea Baldini, politico italiano († 2001)
- 1924 - Karen Harup, nuotatrice danese († 2009)
- 1924 - Benoît Mandelbrot, matematico polacco († 2010)
- 1924 - Michael Riffaterre, linguista, filologo e semiologo francese († 2006)
- 1924 - Carlo Romei, sindacalista e politico italiano († 1986)
- 1924 - Gustavo Scagliarini, calciatore italiano
- 1924 - Henk Vredeling, politico olandese († 2007)
- 1924 - Danny Williams, allenatore di calcio e calciatore inglese († 2019)
- 1925 - Kaye Ballard, attrice e cantante statunitense († 2019)
- 1925 - June Christy, cantante statunitense († 1990)
- 1925 - Carlos García-Bedoya, politico peruviano († 1980)
- 1925 - Robert Kennedy, politico statunitense († 1968)
- 1925 - Majja Michajlovna Pliseckaja, ballerina sovietica († 2015)
- 1925 - Manlio Scopigno, allenatore di calcio e calciatore italiano († 1993)
- 1925 - Colette Senghor, francese († 2019)
- 1926 - Choi Eun-hee, attrice sudcoreana († 2018)
- 1926 - Walter Cimino, militare italiano († 1944)
- 1926 - Roberto Di Stefano, ingegnere e storico dell'architettura italiano († 2005)
- 1926 - Andrea Filippa, politico italiano
- 1926 - John Edmund Gardner, scrittore inglese († 2007)
- 1926 - Édouard Leclerc, imprenditore francese († 2012)
- 1926 - Johnny Payak, cestista e arbitro di pallacanestro statunitense († 2009)
- 1926 - Miroslav Tichý, fotografo ceco († 2011)
- 1927 - Vachtang Balavadze, lottatore sovietico († 2018)
- 1927 - Franco Enriquez, regista teatrale e regista televisivo italiano († 1980)
- 1927 - Mo Mahoney, cestista e allenatore di pallacanestro statunitense († 2008)
- 1927 - Estelle Parsons, attrice statunitense
- 1927 - Kikuo Takano, poeta e matematico giapponese († 2006)
- 1927 - Michail Aleksandrovič Ul'janov, attore e politico russo († 2007)
- 1928 - Aleksej Vladimirovič Batalov, attore russo († 2017)
- 1928 - Angelo Becchetti, allenatore di calcio italiano († 2021)
- 1928 - Franklin Cover, attore statunitense († 2006)
- 1928 - John Disley, siepista britannico († 2016)
- 1928 - Pedro Ferrándiz, allenatore di pallacanestro spagnolo († 2022)
- 1928 - Pete Rademacher, pugile statunitense († 2020)
- 1928 - Genrich Veniaminovič Sapgir, poeta e scrittore russo († 1999)
- 1929 - Sossio Giametta, filosofo, traduttore e giornalista italiano († 2024)
- 1929 - Tonatiuh Gutiérrez, nuotatore messicano († 2000)
- 1929 - Jerry Hardin, attore statunitense
- 1929 - Liviu Nagy, cestista rumeno († 1999)
- 1929 - Gabriel Ochoa Uribe, allenatore di calcio e calciatore colombiano († 2020)
- 1929 - Milkha Singh, velocista indiano († 2021)
- 1929 - Matthew Tawo Mbu, politico nigeriano († 2012)
- 1930 - Nello Ajello, giornalista e saggista italiano († 2013)
- 1930 - Christine Arnothy, scrittrice francese († 2015)
- 1930 - Remigio Bellini, calciatore italiano († 1985)
- 1930 - Choe Yong-rim, politico nordcoreano
- 1930 - Horst Freitag, calciatore tedesco orientale († 2019)
- 1930 - Bernard Horsfall, attore britannico († 2013)
- 1931 - Guido Almansi, anglista, scrittore e traduttore italiano († 2001)
- 1931 - Ayten Alpman, cantante turca († 2012)
- 1931 - Claudio Coccia, dirigente sportivo italiano († 2011)
- 1931 - Félix Markaida, calciatore spagnolo († 2008)
- 1931 - Wayne Moore, nuotatore statunitense († 2015)
- 1931 - Vicente Sartorius y Cabeza de Vaca, bobbista spagnolo († 2002)
- 1932 - John Andru, schermidore canadese († 2003)
- 1932 - Richard Dawson, attore e conduttore televisivo britannico († 2012)
- 1932 - Don Durant, attore statunitense († 2005)
- 1932 - Sándor Mátrai, calciatore ungherese († 2002)
- 1932 - Gaetano Morazzoni, politico, avvocato e dirigente sportivo italiano († 2025)
- 1932 - Ismenia Pauchard, cestista cilena († 2004)
- 1932 - Ali Safa-Sonboli, sollevatore iraniano († 2002)
- 1932 - Alfredo Serrai, bibliografo italiano
- 1932 - Kinnosuke Yorozuya, attore giapponese († 1997)
- 1932 - Colville Young, politico beliziano
- 1933 - Trevor Birch, calciatore inglese († 2013)
- 1933 - Paulo Valentim, calciatore brasiliano († 1984)
- 1933 - Per Wästberg, scrittore e attivista svedese
- 1934 - Sergio Barletta, fumettista e illustratore italiano
- 1934 - Peter Gunby, allenatore di calcio e calciatore inglese († 2022)
- 1934 - Paco Ibáñez, chitarrista, cantante e compositore spagnolo
- 1934 - Gino Leurini, attore italiano († 2014)
- 1934 - Josef Marx, calciatore tedesco († 2008)
- 1934 - Enrico Mazzucchi, calciatore italiano († 2010)
- 1934 - Jimmy Millar, calciatore scozzese († 2022)
- 1934 - Lev Abramovič Polugaevskij, scacchista sovietico († 1995)
- 1935 - Leo Falcam, politico micronesiano († 2018)
- 1935 - Fairuz, cantante libanese
- 1936 - Hans van Abeelen, genetista olandese († 1998)
- 1936 - Don DeLillo, scrittore, drammaturgo e sceneggiatore statunitense
- 1936 - Fearne Ewart, ex nuotatrice britannica
- 1936 - Luciano Fabro, scultore, scrittore e docente italiano († 2007)
- 1936 - Karl-Heinz Hopp, canottiere tedesco († 2007)
- 1936 - Dino Sarti, cantante e cabarettista italiano († 2007)
- 1937 - John Berger, fondista svedese († 2002)
- 1937 - Pedro Casado, calciatore spagnolo († 2021)
- 1937 - Rhys Llywelyn Isaac, storico sudafricano († 2010)
- 1937 - René Kollo, tenore tedesco
- 1937 - Eero Mäntyranta, fondista finlandese († 2013)
- 1937 - Bruno Mealli, ciclista su strada italiano († 2023)
- 1937 - Viktorija Tokareva, scrittrice russa
- 1938 - Paolo Morelli, ex calciatore italiano
- 1939 - Luigi Biggeri, economista e statistico italiano
- 1939 - Jerry Colangelo, imprenditore, dirigente sportivo e allenatore di pallacanestro statunitense
- 1939 - Copi, drammaturgo, fumettista e scrittore argentino († 1987)
- 1939 - Dick Smothers, attore, comico e compositore statunitense
- 1939 - Jan Szczepański, pugile polacco († 2017)
- 1940 - Tony Butala, cantante statunitense
- 1940 - Wendy Doniger, indologa statunitense
- 1940 - Bruno Giorgi, allenatore di calcio e calciatore italiano († 2010)
- 1940 - Nikolaj Gusarov, regista sovietico († 2022)
- 1940 - Helma Sanders-Brahms, regista, sceneggiatrice e produttrice cinematografica tedesca († 2014)
- 1940 - Shanti del Nepal, principessa nepalese († 2001)
- 1940 - Arieh Warshel, biochimico e biofisico israeliano
- 1940 - Erwin Wilczek, allenatore di calcio e calciatore polacco († 2021)
- 1941 - Gary Karr, contrabbassista statunitense († 2025)
- 1941 - Salvatore Parlagreco, scrittore e giornalista italiano
- 1941 - Roberta Tagliavini, mercante d'arte e personaggio televisivo italiano
- 1941 - Franco Brogi Taviani, regista, sceneggiatore e scrittore italiano
- 1942 - Joe Biden, politico statunitense
- 1942 - Bob Einstein, attore, comico e autore televisivo statunitense († 2019)
- 1942 - Norman Greenbaum, cantautore statunitense
- 1942 - Meredith Monk, compositrice, cantante e regista statunitense
- 1942 - Paulos Faraj Rahho, arcivescovo cattolico iracheno († 2008)
- 1943 - Gani Bobi, filosofo e sociologo albanese († 1995)
- 1943 - David Douglas-Home, XV conte di Home, nobile, politico e dirigente d'azienda scozzese († 2022)
- 1943 - Gérard Grizzetti, ex calciatore francese
- 1943 - Mie Hama, attrice giapponese
- 1943 - Veronica Hamel, attrice, produttrice cinematografica e modella statunitense
- 1943 - Ivan Hrdlička, ex calciatore cecoslovacco
- 1943 - John Hung Shan-chuan, arcivescovo cattolico taiwanese
- 1943 - Suze Rotolo, pittrice e insegnante statunitense († 2011)
- 1943 - Silvio Sgrafetto, ex calciatore italiano
- 1943 - Guido Viale, saggista e sociologo italiano
- 1944 - Eli Ben Rimoz, ex calciatore israeliano
- 1944 - János Benedek, ex sollevatore ungherese
- 1944 - Louie Dampier, ex cestista e allenatore di pallacanestro statunitense
- 1944 - Donald DiFrancesco, politico statunitense
- 1944 - Allan Gauden, calciatore e allenatore di calcio inglese († 2020)
- 1944 - Wayne Maki, hockeista su ghiaccio canadese († 1974)
- 1944 - Anthea Stewart, ex hockeista su prato zimbabwese
- 1944 - Peter Thomas, allenatore di calcio e calciatore inglese († 2023)
- 1944 - Mike Vernon, produttore discografico britannico
- 1945 - Lucia Battaglia Ricci, filologa, storica della letteratura e italianista italiana
- 1945 - Ewald Boisitz, pilota automobilistico austriaco († 1979)
- 1945 - Deborah Eisenberg, scrittrice e attrice statunitense
- 1945 - Han Myeong-hui, atleta sudcoreano
- 1945 - Arvesta Kelly, ex cestista statunitense
- 1945 - Inge Laabs, ex cestista tedesca
- 1945 - Stanley Matthews, ex tennista britannico
- 1946 - Duane Allman, chitarrista e cantante statunitense († 1971)
- 1946 - Tom Bokern, ex calciatore statunitense
- 1946 - Algimantas Butnorius, scacchista lituano († 2017)
- 1946 - Choe Jong-gyu, ex cestista sudcoreano
- 1946 - Cirillo I, arcivescovo ortodosso russo
- 1946 - Selris Figaro, ex calciatore trinidadiano
- 1946 - Stefano Lanuzza, italianista, saggista e traduttore italiano
- 1946 - James Murray, ex slittinista statunitense
- 1946 - Bruno Piaser, ex calciatore italiano
- 1946 - Bruno Tommaso, contrabbassista, compositore e arrangiatore italiano
- 1946 - Sullivan Walker, attore e insegnante statunitense († 2012)
- 1946 - Samuel E. Wright, attore e doppiatore statunitense († 2021)
- 1947 - Juan María Amiano, ex calciatore spagnolo
- 1947 - Aneka, cantante scozzese
- 1947 - Nurlan Balǵymbaev, politico kazako († 2015)
- 1947 - Francesco Bellini, imprenditore e dirigente sportivo italiano († 2025)
- 1947 - Pierluigi Di Piazza, presbitero e attivista italiano († 2022)
- 1947 - Lumír Ondřej Hanuš, chimico ceco
- 1947 - Eleanor Robinson, ex ultramaratoneta e ex maratoneta britannica
- 1947 - Jack Rudnay, ex giocatore di football americano statunitense
- 1947 - Phil Summerill, ex calciatore inglese
- 1947 - Joe Walsh, chitarrista statunitense
- 1947 - Gary Zeller, cestista statunitense († 1996)
- 1948 - Alfiero Agostinelli, ex calciatore italiano
- 1948 - John R. Bolton, politico, avvocato e diplomatico statunitense
- 1948 - Claude Dourthe, ex rugbista a 15 e dirigente sportivo francese
- 1948 - Wilbert Hazelzet, flautista olandese
- 1948 - Daniel Heifetz, violinista statunitense
- 1948 - Barbara Hendricks, soprano statunitense
- 1948 - John Gordon MacWilliam, vescovo cattolico e missionario inglese
- 1948 - Richard Masur, attore statunitense
- 1948 - Gunnar Nilsson, pilota automobilistico svedese († 1978)
- 1948 - Kenjirō Shinozuka, pilota di rally giapponese († 2024)
- 1948 - Giancarlo Tartoni, ex ciclista su strada italiano
- 1949 - Bruno Bracalente, docente e politico italiano
- 1949 - Jeff Dowd, produttore cinematografico statunitense
- 1949 - Thelma Drake, politica statunitense
- 1949 - Tamagnini Manuel Gomes Baptista, ex calciatore portoghese
- 1949 - Ulf Lundell, scrittore, cantante e cantautore svedese
- 1949 - Juha Mieto, politico, giornalista e ex fondista finlandese
- 1949 - René Notten, allenatore di calcio e calciatore olandese († 1995)
- 1949 - Carlo Maria Oliva, diplomatico italiano
- 1949 - Massimo Paronuzzi, ex cestista italiano
- 1949 - Alejandro Pierola, ex tennista cileno
- 1949 - Fio Zanotti, musicista, compositore e arrangiatore italiano
- 1950 - Scott Bozek, schermidore statunitense († 2022)
- 1950 - Ugo Fabietti, antropologo italiano († 2017)
- 1950 - Gary Green, chitarrista britannico
- 1950 - Li Yuanchao, politico cinese
- 1950 - Kiyonobu Suzuki, doppiatore giapponese
- 1950 - Christopher de Hamel, scrittore britannico
- 1951 - Summer Bartholomew, modella statunitense
- 1951 - Rodger Bumpass, attore e doppiatore statunitense
- 1951 - León Gieco, cantautore argentino
- 1951 - Ruggero Scandiuzzi, cantautore e musicista italiano
- 1951 - Aleksej Spiridonov, martellista sovietico († 1998)
- 1951 - Carol Tyler, fumettista statunitense
- 1951 - Jean-Louis Vacher, ex cestista francese
- 1952 - Graziano De Luca, ex calciatore italiano
- 1952 - Wolfgang Kneib, ex calciatore tedesco
- 1952 - Giovanni Merlino, arbitro di calcio italiano
- 1952 - Luis Planas, politico spagnolo
- 1953 - Halid Bešlić, cantante bosniaco
- 1953 - Jan Bowman, ex cestista australiana
- 1953 - Lorenzo Carraro, ex cestista italiano
- 1953 - Pino Casamassima, giornalista e scrittore italiano
- 1953 - Gregory Gibson, ex lottatore statunitense
- 1953 - András Komjáti, ex calciatore e allenatore di calcio ungherese
- 1953 - Riccardo Mazzoni, politico e giornalista italiano
- 1953 - Phil Sellers, cestista statunitense († 2023)
- 1953 - Antonio Zara, militare italiano († 1973)
- 1954 - Richard Brooker, stuntman, regista e attore inglese († 2013)
- 1954 - Orlando Calevro, pianista italiano († 2004)
- 1954 - Steve Dahl, conduttore radiofonico, musicista e attore statunitense
- 1954 - Antonina Košel', ex ginnasta sovietica
- 1954 - Frank Marino, chitarrista e cantante canadese
- 1954 - Tamara Markašanskaja, ex fondista sovietica
- 1954 - Paola Pelino, politica italiana
- 1954 - Bin Shimada, doppiatore giapponese
- 1955 - Rapisardo Antinucci, politico italiano
- 1955 - Angela Finocchiaro, attrice e comica italiana
- 1955 - Toshio Matsuura, allenatore di calcio e ex calciatore giapponese
- 1955 - Raymond Ozzie, imprenditore statunitense
- 1955 - Piero Pizzi Cannella, artista e pittore italiano
- 1955 - Erica Rossi, ex velocista italiana
- 1955 - Ján Tánczos, saltatore con gli sci slovacco
- 1956 - Gareth Chilcott, ex rugbista a 15 britannico
- 1956 - Bo Derek, attrice statunitense
- 1956 - Mark Gastineau, ex giocatore di football americano statunitense
- 1956 - Peter Maurer, storico, politico e diplomatico svizzero
- 1956 - Jan Maxwell, attrice statunitense († 2018)
- 1956 - Enrico Nascimbeni, cantautore, giornalista e scrittore italiano († 2019)
- 1956 - Helmfried von Lüttichau, attore, doppiatore e poeta tedesco
- 1957 - Stefan Bellof, pilota automobilistico tedesco († 1985)
- 1957 - Tito Díaz, allenatore di pallacanestro e ex cestista spagnolo
- 1957 - John Eriksen, calciatore danese († 2002)
- 1957 - Jean-Marc Furlan, allenatore di calcio e ex calciatore francese
- 1957 - Goodluck Jonathan, politico nigeriano
- 1957 - Isabella Sandri, regista cinematografica italiana
- 1957 - Dwight Stephenson, ex giocatore di football americano statunitense
- 1957 - Marco Vichi, scrittore italiano
- 1958 - Vittorio Barazzotto, politico italiano
- 1958 - Kim Brink, allenatore di calcio danese
- 1958 - Giuseppe Marinello, politico italiano
- 1958 - Rudi Vervoort, politico belga
- 1959 - Jean-Marie De Zerbi, allenatore di calcio e ex calciatore francese
- 1959 - Orlando Figes, storico britannico
- 1959 - Diane James, politica britannica
- 1959 - Ivor Linton, ex calciatore inglese
- 1959 - Mario Martone, regista cinematografico, regista teatrale e sceneggiatore italiano
- 1959 - Jim McGovern, politico statunitense
- 1959 - James Price, compositore e direttore d'orchestra danese
- 1959 - Franz-Peter Tebartz-van Elst, vescovo cattolico tedesco
- 1959 - Sean Young, attrice statunitense
- 1960 - Francesco Casale, attore italiano
- 1960 - Allen Chastanet, politico santaluciano
- 1960 - Ozell Jones, cestista statunitense († 2006)
- 1960 - Paul King, cantante britannico
- 1960 - Tracie McAra, ex cestista canadese
- 1960 - Bruno Retailleau, politico francese
- 1960 - Martin Seefeld, attore argentino
- 1960 - Ye Jiangchuan, scacchista cinese
- 1961 - Rick Bassman, imprenditore e ex wrestler statunitense
- 1961 - Wayne Biggins, allenatore di calcio e ex calciatore inglese
- 1961 - Jim Brickman, cantautore e pianista statunitense
- 1961 - Pierre Hermé, pasticciere francese
- 1961 - Jean Yue-guey, ex cestista taiwanese
- 1961 - Phil Joanou, regista e sceneggiatore statunitense
- 1961 - Larry Karaszewski, sceneggiatore, regista e produttore cinematografico statunitense
- 1961 - Werner Kogler, politico austriaco
- 1961 - Dave Watson, allenatore di calcio e ex calciatore inglese
- 1961 - Petra Wenzel, ex sciatrice alpina liechtensteinese
- 1962 - Yoshitō Asari, animatore e character designer giapponese
- 1962 - Paul Birch, calciatore inglese († 2009)
- 1962 - Živko Budimir, politico e generale bosniaco
- 1962 - Polona Dornik, ex cestista jugoslava
- 1962 - Gail Ann Dorsey, musicista statunitense
- 1962 - Rajkumar Hirani, regista, sceneggiatore e montatore indiano
- 1962 - Abderrazak Khairi, allenatore di calcio e ex calciatore marocchino
- 1962 - Peng Liyuan, cantante lirica cinese
- 1962 - Davide Marotta, attore italiano
- 1962 - Gerardo Martino, allenatore di calcio e ex calciatore argentino
- 1962 - Toni Occhiello, regista e sceneggiatore italiano
- 1963 - Lars Gaute Bø, ex calciatore norvegese
- 1963 - Claudio Cabrera, ex calciatore argentino
- 1963 - Bill Damaschke, produttore cinematografico statunitense
- 1963 - Tim Gavin, ex rugbista a 15 australiano
- 1963 - William Timothy Gowers, matematico britannico
- 1963 - Phil Harrington, ex calciatore gallese
- 1963 - Beezie Madden, cavallerizza statunitense
- 1963 - Derrick Taylor, ex cestista e allenatore di pallacanestro statunitense
- 1963 - Ming-Na Wen, attrice cinese
- 1964 - Hitoshi Bifu, doppiatore e attore giapponese
- 1964 - Katharina Böhm, attrice austriaca
- 1964 - Sophie Fillières, sceneggiatrice e regista francese († 2023)
- 1964 - Doug Ford, politico, imprenditore e dirigente d'azienda canadese
- 1964 - Andrij Kalašnykov, ex lottatore ucraino
- 1964 - John MacLean, allenatore di hockey su ghiaccio e ex hockeista su ghiaccio canadese
- 1964 - Luis Alfonso Mendoza, doppiatore e direttore del doppiaggio messicano († 2020)
- 1964 - Seo Dae-seong, ex cestista sudcoreano
- 1964 - Ned Vaughn, attore statunitense
- 1964 - Jamie Waller, ex cestista statunitense
- 1965 - John Burra, ex maratoneta tanzaniano
- 1965 - Michael Diamond, rapper e produttore discografico statunitense
- 1965 - Goran Eklić, ex calciatore e ex giocatore di calcio a 5 croato
- 1965 - Sandro Facchin, giocatore di curling italiano
- 1965 - Nigel Gibbs, allenatore di calcio e ex calciatore inglese
- 1965 - Yoshiki Hayashi, musicista, compositore e polistrumentista giapponese
- 1965 - Takeshi Kusao, doppiatore giapponese
- 1965 - Frédéric Mlynarczyk, copilota di rally e insegnante francese
- 1965 - Ottavio Panaro, fumettista italiano
- 1965 - Sen Dog, rapper e produttore discografico cubano
- 1965 - Elisabetta Ripa, dirigente d'azienda italiana
- 1965 - Jimmy Vasser, pilota automobilistico statunitense
- 1965 - Ol'ga Veličko, ex schermitrice sovietica
- 1965 - Enrique Villalobos, ex cestista spagnolo
- 1965 - Jürgen Zech, ex calciatore liechtensteinese
- 1966 - Pierpaolo Bisoli, allenatore di calcio e ex calciatore italiano
- 1966 - Neil Broad, ex tennista sudafricano
- 1966 - Kevin Gilbert, cantautore e musicista statunitense († 1996)
- 1966 - Terry Lovejoy, informatico australiano
- 1966 - Viktorija Luk"janec', cantante lirica ucraina
- 1966 - Nestor Saied, attore e regista argentino
- 1966 - Štefan Svitek, ex cestista e allenatore di pallacanestro slovacco
- 1966 - Jill Thompson, fumettista e scrittrice statunitense
- 1967 - Achim Beierlorzer, allenatore di calcio e ex calciatore tedesco
- 1967 - Federica Bonsignori, ex tennista italiana
- 1967 - Chris Childs, ex cestista statunitense
- 1967 - Ronaldo Giovanelli, ex calciatore brasiliano
- 1967 - Martin Glváč, politico slovacco
- 1967 - Katharina Hagena, scrittrice e saggista tedesca
- 1967 - Alessandro Pane, allenatore di calcio e ex calciatore italiano
- 1967 - Ramón Ramos, ex cestista portoricano
- 1967 - Stuart Ripley, ex calciatore inglese
- 1967 - Odd Skarheim, dirigente sportivo norvegese
- 1967 - Teoman, cantautore turco
- 1968 - Robin Canup, astrofisica statunitense
- 1968 - Rachel Ruto, first lady keniota
- 1968 - James Dutton, ex astronauta statunitense
- 1968 - Marco Menchini, velocista e ex bobbista italiano
- 1968 - Paul Scheuring, sceneggiatore, regista e produttore televisivo statunitense
- 1968 - Jeff Tarango, allenatore di tennis e ex tennista statunitense
- 1968 - Wang Xiaohong, ex nuotatrice cinese
- 1969 - Jimmy Blandón, ex calciatore ecuadoriano
- 1969 - Giovanna Burlando, nuotatrice artistica italiana
- 1969 - Kristian Ghedina, allenatore di sci alpino, ex sciatore alpino e pilota automobilistico italiano
- 1969 - Giannakīs Pachtalias, ex calciatore cipriota
- 1969 - Silvia Sommaggio, ex mezzofondista e maratoneta italiana
- 1969 - Wolfgang Stark, ex arbitro di calcio tedesco
- 1969 - Edoardo Stoppa, conduttore televisivo italiano
- 1969 - Dabo Swinney, allenatore di football americano statunitense
- 1969 - Callie Thorne, attrice statunitense
- 1970 - Matt Blunt, politico statunitense
- 1970 - Angelica Bridges, attrice, modella e cantante statunitense
- 1970 - Giovanni Bucaro, allenatore di calcio e ex calciatore italiano
- 1970 - Faissal Ebnoutalib, ex taekwondoka tedesco
- 1970 - Sabrina Lloyd, attrice statunitense
- 1970 - Phife Dawg, rapper statunitense († 2016)
- 1970 - Satoshi Shiki, fumettista giapponese
- 1970 - Mansur bin Zayd Al Nahyan, politico e imprenditore emiratino
- 1971 - Eszter Bíró, ex cestista ungherese
- 1971 - Enrico Casarosa, animatore, sceneggiatore e regista italiano
- 1971 - Mike Dunn, giocatore di snooker inglese
- 1971 - Joey Galloway, ex giocatore di football americano statunitense
- 1971 - Joel McHale, comico, attore e sceneggiatore statunitense
- 1971 - Kibu Vicuña, allenatore di calcio spagnolo
- 1972 - Johan Åkerman, allenatore di hockey su ghiaccio e ex hockeista su ghiaccio svedese
- 1972 - Jérôme Alonzo, ex calciatore francese
- 1972 - Ed Benes, fumettista brasiliano
- 1972 - Yanick Dupré, hockeista su ghiaccio canadese († 1997)
- 1972 - Paulo Figueiredo, ex calciatore angolano
- 1972 - Giacomo Gatti, regista italiano
- 1972 - Cláudio Heinrich, attore, artista marziale e conduttore televisivo brasiliano
- 1972 - Tamás Juhár, ex calciatore ungherese
- 1972 - Tyron McCoy, ex cestista e allenatore di pallacanestro statunitense
- 1972 - Corinne Niogret, biatleta e fondista francese
- 1972 - Skander Souayah, ex calciatore tunisino
- 1972 - Tat'jana Turanskaja, politica moldava
- 1973 - Lorena Berdún, personaggio televisivo spagnolo
- 1973 - Simone D'Andrea, doppiatore e direttore del doppiaggio italiano
- 1973 - Álex Falcón, ex cestista e allenatore di pallacanestro portoricano
- 1973 - Fabio Galante, ex calciatore italiano
- 1973 - Francesca Giovannetti, attrice italiana
- 1973 - Neil Hodgson, pilota motociclistico britannico
- 1973 - Masaya Honda, ex calciatore giapponese
- 1973 - Dario Iaia, politico italiano
- 1973 - Silke Lichtenhagen, ex velocista tedesca
- 1973 - Giuseppe Loconsole, attore italiano
- 1973 - Amel Mujčinovič, ex calciatore bosniaco
- 1973 - Sira Rego, politica spagnola
- 1973 - Saverio Giovanni Rocca, giocatore di football americano e giocatore di football australiano australiano
- 1973 - Daniel Schnider, ex ciclista su strada svizzero
- 1973 - Maurice Steijn, allenatore di calcio e ex calciatore olandese
- 1973 - Emanuele Tresoldi, allenatore di calcio e ex calciatore italiano
- 1974 - Daniela Anschütz-Thoms, ex pattinatrice di velocità su ghiaccio tedesca
- 1974 - Enrico Brizzi, scrittore italiano
- 1974 - Keith Brooking, ex giocatore di football americano statunitense
- 1974 - Jason Faunt, attore e doppiatore statunitense
- 1974 - Ignacio Fernández Lobbe, ex rugbista a 15 e allenatore di rugby a 15 argentino
- 1974 - Florian David Fitz, attore, regista e sceneggiatore tedesco
- 1974 - Drew Ginn, ex canottiere e ex ciclista su strada australiano
- 1974 - Claudio Husaín, ex calciatore argentino
- 1974 - Jon Knudsen, ex calciatore norvegese
- 1974 - Tra Thomas, ex giocatore di football americano statunitense
- 1975 - Dierks Bentley, cantautore e musicista statunitense
- 1975 - Ryan Bowen, ex cestista e allenatore di pallacanestro statunitense
- 1975 - Sean Daugherty, ex cestista statunitense
- 1975 - Joshua Gomez, attore statunitense
- 1975 - Sébastien Hamel, ex calciatore francese
- 1975 - Davey Havok, cantante statunitense
- 1975 - Pavel Lukáš, ex calciatore ceco
- 1975 - Mengke Bateer, ex cestista e attore cinese
- 1975 - Dario Nardella, politico italiano
- 1975 - Nicolas Savinaud, ex calciatore francese
- 1975 - Fausto Scarpitti, allenatore di calcio a 5 e ex giocatore di calcio a 5 italiano
- 1975 - Marietta Tidei, politica italiana
- 1975 - Timea Vagvoelgyi, attrice pornografica ungherese
- 1975 - Martin Ševela, allenatore di calcio e ex calciatore slovacco
- 1976 - Mohamed Barakat, ex calciatore egiziano
- 1976 - DeJuan Collins, ex cestista statunitense
- 1976 - Dominique Dawes, ex ginnasta statunitense
- 1976 - Ana Estrada, psicologa, attivista e blogger peruviana († 2024)
- 1976 - Francesca Gollini, cantante e modella italiana
- 1976 - Adrián González, ex calciatore argentino
- 1976 - Laura Harris, attrice canadese
- 1976 - Harold Jamison, ex cestista statunitense
- 1976 - Ji Yun-nam, ex calciatore nordcoreano
- 1976 - Tusshar Kapoor, attore indiano
- 1976 - Megha Mittal, imprenditrice indiana
- 1976 - Lorenzo Patanè, attore italiano
- 1976 - Paola Rojas, giornalista messicana
- 1976 - Pascal Roller, ex cestista tedesco
- 1976 - Francisco Rufete, allenatore di calcio e ex calciatore spagnolo
- 1976 - Nebojša Stefanović, politico serbo
- 1976 - Jason Thompson, attore canadese
- 1976 - Atsushi Yoneyama, ex calciatore giapponese
- 1976 - Gilberto Galdino dos Santos, ex calciatore brasiliano
- 1977 - James Bonne, ex calciatore seychellese
- 1977 - Fábio Júnior, ex calciatore brasiliano
- 1977 - Aboubacar Haïdara, ex calciatore maliano
- 1977 - Michail Ivanov, ex fondista russo
- 1977 - Daniel Svensson, batterista svedese
- 1977 - Josh Turner, cantautore e attore statunitense
- 1978 - Jean-François Bédénik, allenatore di calcio e calciatore francese
- 1978 - Neil de Kock, ex rugbista a 15 sudafricano
- 1978 - Alessia Lucchini, nuotatrice artistica italiana
- 1978 - Kéné Ndoye, lunghista e triplista senegalese († 2023)
- 1978 - Stipo Papic, ex cestista tedesco
- 1978 - Stiko Per Larsson, cantante svedese
- 1978 - Fran Perea, attore e cantante spagnolo
- 1978 - Vüqar Quliyev, ex calciatore azero
- 1978 - Elif Sönmez, attrice turca
- 1978 - Rafaėl' Urazbahtin, allenatore di calcio e ex calciatore kazako
- 1978 - Nadine Velazquez, attrice e modella statunitense
- 1979 - Dmitrij Bulykin, ex calciatore russo
- 1979 - Nick Eppehimer, ex cestista statunitense
- 1979 - Ruben Gallego, politico statunitense
- 1979 - Naide Gomes, multiplista e lunghista saotomense
- 1979 - Damir Grgić, allenatore di pallacanestro sloveno
- 1979 - Hassan Mostafa, ex calciatore egiziano
- 1979 - Mehmet Nas, ex calciatore turco
- 1979 - Mitchell Piqué, ex calciatore olandese
- 1979 - Jacob Pitts, attore statunitense
- 1979 - Bojana Popović, ex pallamanista montenegrina
- 1979 - Michael Stocker, ex hockeista su ghiaccio italiano
- 1980 - Fabrizio Amoroso, giocatore di calcio a 5 italiano
- 1980 - Adam Chambers, ex calciatore inglese
- 1980 - James Chambers, ex calciatore inglese
- 1980 - Carlos Front, ex canottiere spagnolo
- 1980 - Nicola Grimaldi, politico italiano
- 1980 - Eiko Koike, attrice giapponese
- 1980 - Marek Krejčí, calciatore slovacco († 2007)
- 1980 - Ana Caterina Morariu, attrice romena
- 1980 - Christian Obrist, mezzofondista italiano
- 1980 - Eoin Reddan, ex rugbista a 15 irlandese
- 1980 - Jamie Smith, ex calciatore scozzese
- 1980 - Martina Suchá, ex tennista slovacca
- 1980 - Leonid Volkov, politico, informatico e attivista russo
- 1981 - Yūko Asami, cantante e conduttrice radiofonica giapponese
- 1981 - Carlos Boozer, ex cestista statunitense
- 1981 - Chiara Gagnarli, politica italiana
- 1981 - Jim Goodwin, allenatore di calcio e ex calciatore irlandese
- 1981 - Espen Hoff, ex calciatore norvegese
- 1981 - Juko Kavaguti, ex pattinatrice artistica su ghiaccio giapponese
- 1981 - Jean-Pierre Mifsud Triganza, calciatore maltese
- 1981 - Andrea Riseborough, attrice britannica
- 1981 - Ronnie Romero, cantante cileno
- 1981 - İbrahim Toraman, ex calciatore turco
- 1981 - Kimberley Walsh, attrice e cantante britannica
- 1981 - Emily Wells, cantante, polistrumentista e compositrice statunitense
- 1981 - Ye Li, cestista cinese
- 1982 - Stephen Ademolu, ex calciatore canadese
- 1982 - Héctor Albadalejo, giocatore di calcio a 5 spagnolo
- 1982 - Rossano Baldini, pianista e compositore italiano
- 1982 - Hotfunkboys, disc jockey italiano
- 1982 - Bobby Creekwater, rapper statunitense
- 1982 - Dương Hồng Sơn, calciatore vietnamita
- 1982 - Sabatina James, scrittrice pakistana
- 1982 - Rémi Mathis, bibliotecario e storico francese
- 1982 - Ryan O'Donnell, cantante e attore inglese
- 1982 - Shermine Shahrivar, modella e conduttrice televisiva tedesca
- 1982 - Margo Stilley, attrice e ex modella statunitense
- 1982 - Eloy Teruel, pistard e ciclista su strada spagnolo
- 1982 - Fabián Villaseñor, ex calciatore messicano
- 1983 - Dele Aiyenugba, ex calciatore nigeriano
- 1983 - Future, rapper, cantante e produttore discografico statunitense
- 1983 - Eleonora Evi, politica italiana
- 1983 - Haitham Kadhim, ex calciatore iracheno
- 1983 - Đorđe Kamber, allenatore di calcio e ex calciatore serbo
- 1983 - Lucia Klocová, mezzofondista slovacca
- 1983 - Tommaso Ramenghi, attore italiano
- 1983 - Anderson Pedro da Silva Nunes Campos, ex calciatore brasiliano
- 1984 - Ali, cantautrice sudcoreana
- 1984 - Carlos English, ex cestista statunitense
- 1984 - Kwami Eninful, calciatore togolese
- 1984 - Ariane Fortin, pugile canadese
- 1984 - Kévin Hecquefeuille, allenatore di hockey su ghiaccio e ex hockeista su ghiaccio francese
- 1984 - Jeremy Jordan, attore e cantante statunitense
- 1984 - Lee Yun-yeol, videogiocatore sudcoreano
- 1984 - Sherjill Mac-Donald, calciatore olandese
- 1984 - Jan Martín, ex cestista spagnolo
- 1984 - Cartier Martin, ex cestista statunitense
- 1984 - Ken Masauvakalo, calciatore vanuatuano († 2009)
- 1984 - Sebastián Maz, ex calciatore uruguaiano
- 1984 - Ferdinando Monfardini, pilota automobilistico italiano
- 1984 - Stéphane N'Guéma, calciatore gabonese
- 1984 - James Francis Edward O'Connor, ex calciatore inglese
- 1984 - Anastasija Vital'evna Staškevič, danzatrice russa
- 1984 - Naoya Tamura, ex calciatore giapponese
- 1984 - Massiel Taveras, modella dominicana
- 1984 - Monique van der Vorst, paraciclista e triatleta olandese
- 1985 - Eric Boateng, ex cestista britannico
- 1985 - Dan Byrd, attore statunitense
- 1985 - Muhamed Demiri, ex calciatore svizzero
- 1985 - Mariatou Diarra, ex cestista maliana
- 1985 - Russian Red, cantautrice spagnola
- 1985 - Greg Holland, giocatore di baseball statunitense
- 1985 - Besart Kallaku, comico e attore albanese
- 1985 - Livio La Padula, canottiere italiano
- 1985 - Matías Lucuix, allenatore di calcio a 5 e ex giocatore di calcio a 5 argentino
- 1985 - Clément Maury, calciatore francese
- 1985 - Marija Muchortova, pattinatrice artistica su ghiaccio russa
- 1985 - Genrïx Şmïdtgal', ex calciatore kazako
- 1985 - Themistoklīs Tzīmopoulos, calciatore greco
- 1985 - Thomas Winkler, cantante svizzero
- 1985 - Aaron Yan, modello, cantante e attore taiwanese
- 1986 - Cristina Barcellini, pallavolista italiana
- 1986 - Kingsley Ben-Adir, attore britannico
- 1986 - Josh Carter, ex cestista statunitense
- 1986 - Edder Delgado, calciatore honduregno
- 1986 - Fernando Ferreira, ex calciatore portoghese
- 1986 - Ashley Fink, attrice statunitense
- 1986 - Kōhei Horikoshi, fumettista giapponese
- 1986 - Özer Hurmacı, ex calciatore tedesco
- 1986 - Jaina Lee Ortiz, attrice statunitense
- 1986 - Carlos Eduardo Santos Oliveira, calciatore brasiliano
- 1986 - William Fernando da Silva, ex calciatore brasiliano
- 1987 - Amelia Rose Blaire, attrice statunitense
- 1987 - Ben Hamer, calciatore inglese
- 1987 - Chris Hodgson, pilota motociclistico inglese
- 1987 - Mylène Lazare, ex nuotatrice francese
- 1987 - Joëlle Numainville, ex ciclista su strada canadese
- 1987 - Christoph Pfingsten, ex ciclista su strada e ciclocrossista tedesco
- 1987 - Valdet Rama, calciatore albanese
- 1987 - Gina Stechert, ex sciatrice alpina tedesca
- 1987 - Carlos Strong, ex cestista statunitense
- 1988 - Ariella Arida, modella e conduttrice televisiva filippina
- 1988 - Marie-Laure Brunet, ex biatleta francese
- 1988 - El Hijo de L.A. Park, wrestler messicano
- 1988 - Aya Medany, pentatleta egiziana
- 1988 - Max Pacioretty, hockeista su ghiaccio statunitense
- 1988 - Brian Rolle, giocatore di football americano statunitense
- 1988 - Roberto Rosales, calciatore venezuelano
- 1988 - Dušan Tadić, calciatore serbo
- 1988 - Jia Tolentino, giornalista e saggista canadese
- 1988 - Rhys Wakefield, attore australiano
- 1988 - Mária Čírová, cantante slovacca
- 1988 - Dariga Šakimova, pugile kazaka
- 1989 - Boris Bede, giocatore di football americano francese
- 1989 - Mama Cax, modella haitiana († 2019)
- 1989 - Artak Dašyan, calciatore armeno
- 1989 - Stefanie Enzinger, calciatrice austriaca
- 1989 - Abby Erceg, calciatrice neozelandese
- 1989 - César Hinestroza, calciatore colombiano
- 1989 - Cody Linley, attore statunitense
- 1989 - Miriam Mayorga, calciatrice argentina
- 1989 - Agon Mehmeti, ex calciatore e allenatore di calcio svedese
- 1989 - Jonas Mendes, calciatore guineense
- 1989 - Sergej Polunin, ballerino, modello e attore russo
- 1989 - Scott Thomas, cestista statunitense
- 1989 - Eduardo Vargas, calciatore cileno
- 1989 - Nike Winter, calciatrice austriaca
- 1990 - Mark Christian, ex ciclista su strada e pistard britannico
- 1990 - Maria Sole Ferrieri Caputi, arbitro di calcio italiano
- 1990 - Alex Korio, mezzofondista keniota
- 1990 - Aleksandra Król, snowboarder polacca
- 1990 - Zack Martin, ex giocatore di football americano statunitense
- 1990 - Slobodan Medojević, calciatore serbo
- 1990 - Baatarjavyn Shoovdor, lottatrice mongola
- 1990 - Nzuzi Toko, calciatore congolese (Repubblica Democratica del Congo)
- 1990 - Kevin Vermeulen, calciatore olandese
- 1991 - Haley Anderson, nuotatrice statunitense
- 1991 - Michela Azzola, ex sciatrice alpina italiana
- 1991 - Sarah Baderna, ex modella e designer italiana
- 1991 - Rolando Botello, calciatore panamense
- 1991 - Irene Esser, modella venezuelana
- 1991 - Grant Hanley, calciatore scozzese
- 1991 - Anthony Knockaert, calciatore francese
- 1991 - Yvonne Leuko, ex calciatrice camerunese
- 1991 - Christian Lindell, ex tennista svedese
- 1991 - Bridget Malcolm, modella australiana
- 1991 - Manu Molina, calciatore spagnolo
- 1991 - Fabio Sola, giocatore di curling italiano
- 1991 - Paulo César da Silva Martins, ex calciatore brasiliano
- 1992 - Marc T. Arnold, scacchista statunitense
- 1992 - Aditi Chauhan, calciatrice indiana
- 1992 - Michael Doughty, ex calciatore gallese
- 1992 - Shū Hiramatsu, calciatore giapponese
- 1992 - Max Hopfgartner, cestista austriaco
- 1992 - Michael Ihiekwe, calciatore inglese
- 1992 - Kristiina Mäkelä, triplista finlandese
- 1992 - Jenna Prandini, velocista statunitense
- 1992 - Amit Quluzadə, ex calciatore azero
- 1992 - Ri Thong-il, calciatore nordcoreano
- 1992 - Williams Riveros, calciatore paraguaiano
- 1992 - Adul Seidi, calciatore guineense
- 1992 - Jan Špan, cestista sloveno
- 1992 - Frédéric Veseli, calciatore svizzero
- 1992 - Juju, rapper tedesca
- 1993 - Man Asaad, sollevatore siriano
- 1993 - Viviane Asseyi, calciatrice francese
- 1993 - Scott Barrett, rugbista a 15 neozelandese
- 1993 - Arinze Stanley Egbengwu, artista, attivista e fotografo nigeriano
- 1993 - Sanjin Prcić, calciatore francese
- 1993 - Anna Prugova, hockeista su ghiaccio russa
- 1993 - Miloš Stanojević, calciatore serbo
- 1993 - Przemysław Słowikowski, velocista polacco
- 1993 - Ella Van Kerkhoven, calciatrice belga
- 1993 - Kimberly Whitson, ex pallavolista statunitense
- 1994 - Seth Allen, cestista statunitense
- 1994 - Ángel Delgado, cestista dominicano
- 1994 - Solène Durand, calciatrice francese
- 1994 - Tove Enblom, calciatrice svedese
- 1994 - Adrijus Glebauskas, altista lituano
- 1994 - Merveille Goblet, calciatore belga
- 1994 - Casper Højer Nielsen, calciatore danese
- 1994 - Timothy Kitum, mezzofondista keniota
- 1994 - Bryant McIntosh, ex cestista statunitense
- 1994 - Murilo Henrique Pereira Rocha, calciatore brasiliano
- 1994 - Cristian Salvador, calciatore spagnolo
- 1994 - Andrés Vombergar, calciatore argentino
- 1995 - Theo Bongonda, calciatore belga
- 1995 - Timothy Cheruiyot, mezzofondista keniota
- 1995 - Sessi D'Almeida, calciatore beninese
- 1995 - Iván García Cortina, ciclista su strada spagnolo
- 1995 - Đorđe Ivanović, calciatore serbo
- 1995 - Shaolin Sándor Liu, pattinatore di short track ungherese
- 1995 - Corina Luijks, calciatrice olandese
- 1995 - Ekateryna Reznyk, nuotatrice artistica ucraina
- 1995 - Amed Rosario, giocatore di baseball dominicano
- 1995 - Kyle Snyder, lottatore statunitense
- 1995 - Matías Vera, calciatore argentino
- 1995 - João Vigário, calciatore portoghese
- 1996 - Stephaun Adams, cestista americo-verginiano († 2020)
- 1996 - David Concha, calciatore spagnolo
- 1996 - Jack Harrison, calciatore inglese
- 1996 - Charlie Heck, giocatore di football americano statunitense
- 1996 - Blaž Janc, pallamanista sloveno
- 1996 - Jad Khalil, cestista libanese
- 1996 - Emanuele Ndoj, calciatore albanese
- 1996 - Aidan Scott, attore sudafricano
- 1996 - Tarik Skubal, giocatore di baseball statunitense
- 1996 - Maria Vittoria Sperotto, ex ciclista su strada e pistard italiana
- 1996 - Dean Wade, cestista statunitense
- 1996 - Denis Zakaria, calciatore svizzero
- 1997 - Kōstas Antetokounmpo, cestista greco
- 1997 - Tyler Biadasz, giocatore di football americano statunitense
- 1997 - Duccio Cosi, rugbista a 15 italiano
- 1997 - Noah Fant, giocatore di football americano statunitense
- 1997 - Eddy Finé, ex ciclista su strada e ex ciclocrossista francese
- 1997 - Levi García, calciatore trinidadiano
- 1997 - Joshua Kelley, giocatore di football americano statunitense
- 1997 - Risto Lillemets, multiplista estone
- 1997 - Laura Pirovano, sciatrice alpina italiana
- 1997 - Edmen Shahbazyan, artista marziale misto statunitense
- 1997 - Cheick Timité, calciatore ivoriano
- 1998 - Andamlak Belihu, maratoneta e mezzofondista etiope
- 1998 - Franziska Brauße, pistard e ciclista su strada tedesca
- 1998 - Nikola Čumić, calciatore serbo
- 1998 - Misaki Emura, schermitrice giapponese
- 1998 - Thomas Galdames, calciatore cileno
- 1998 - Eric Ramírez, calciatore venezuelano
- 1998 - Alexander Ranacher, calciatore austriaco
- 1998 - Rhaldney, calciatore brasiliano
- 1998 - Fernando Román, calciatore paraguaiano
- 1998 - Yusuf Sarı, calciatore turco
- 1998 - Sam Stubbs, calciatore inglese
- 1998 - Keith Taylor, giocatore di football americano canadese
- 1998 - Karlo Uljarević, cestista croato
- 1998 - Vedran Vrhovac, calciatore bosniaco
- 1999 - Enzo Cabrera, calciatore argentino
- 1999 - Deane Leonard, giocatore di football americano canadese
- 1999 - JC Ngando, calciatore camerunese
- 1999 - Elison Rivas, calciatore honduregno
- 1999 - Ádám Varga, canoista ungherese
- 1999 - Maren Völz, canottiera tedesca
- 2000 - Max Balard, calciatore australiano
- 2000 - Moussa Baradji, calciatore francese
- 2000 - Kipras Kažukolovas, calciatore lituano
- 2000 - Antonio Reeves, cestista statunitense
- 2000 - Connie Talbot, cantante britannica
- 2000 - Kyree Walker, cestista statunitense
- 2000 - Thierry Wili, sciatore freestyle svizzero

## XXI secolo(29)
- 2001 - Eleonora Gaggero, attrice italiana
- 2001 - Zurab Gigashvili, calciatore georgiano
- 2001 - Josefine Hasbo, calciatrice danese
- 2001 - Caty McNally, tennista statunitense
- 2001 - Adrien Truffert, calciatore francese
- 2002 - Kévin Boma, calciatore togolese
- 2002 - Giovanni Carraro, nuotatore italiano
- 2002 - Tawanda Maswanhise, calciatore zimbabwese
- 2002 - Madisyn Shipman, attrice statunitense
- 2002 - Santiago Umba, ciclista su strada colombiano
- 2003 - Gradey Dick, cestista statunitense
- 2003 - Anna Tóth, ostacolista e velocista ungherese
- 2003 - Zento Uno, calciatore giapponese
- 2003 - Milan de Haan, calciatore olandese
- 2004 - Ismael Bekhoucha, calciatore spagnolo
- 2004 - Raimane Daou, calciatore comoriano
- 2004 - Ronald Donkor, calciatore ghanese
- 2004 - Youssoufa Moukoko, calciatore camerunese
- 2004 - 'Maseeiso Seeiso, principessa lesothiana
- 2004 - Jaedyn Shaw, calciatrice statunitense
- 2004 - Cody Williams, cestista statunitense
- 2005 - Abdul Aziz Issah, calciatore ghanese
- 2005 - Gustavo Nunes, calciatore brasiliano
- 2005 - Santiago Villarreal, calciatore argentino
- 2006 - Lucas Bretón, calciatore dominicano
- 2006 - Ange Martial Tia, calciatore maliano
- 2007 - Havan Flores, attrice, doppiatrice e modella statunitense
- 2007 - Flora Tabanelli, sciatrice freestyle italiana
- 2009 - Kelly Doualla, velocista italiana